# Sympherta aciculata
Sympherta aciculata är en stekelart som först beskrevs av Davis 1897.  Sympherta aciculata ingår i släktet Sympherta och familjen brokparasitsteklar. Inga underarter finns listade i Catalogue of Life.